# Submerged
Submerged é um filme de 2005, estrelado por Steven Seagal e dirigido por Anthony Hickox.

## Sinopse
O mercenário Chris Cody (Steven Seagal) é retirado da prisão militar com a promessa de perdão presidencial, caso ele descubra quem matou uma embaixadora norte-americana. 

## Elenco (principal)
- Steven Seagal .... Chris Cody
- William Hope .... agente Fletcher
- Vinnie Jones .... Henry
- Christine Adams .... dra. Susan Chappell
- Nick Brimble .... dr. Arian Lehder